# Ognenny Angel

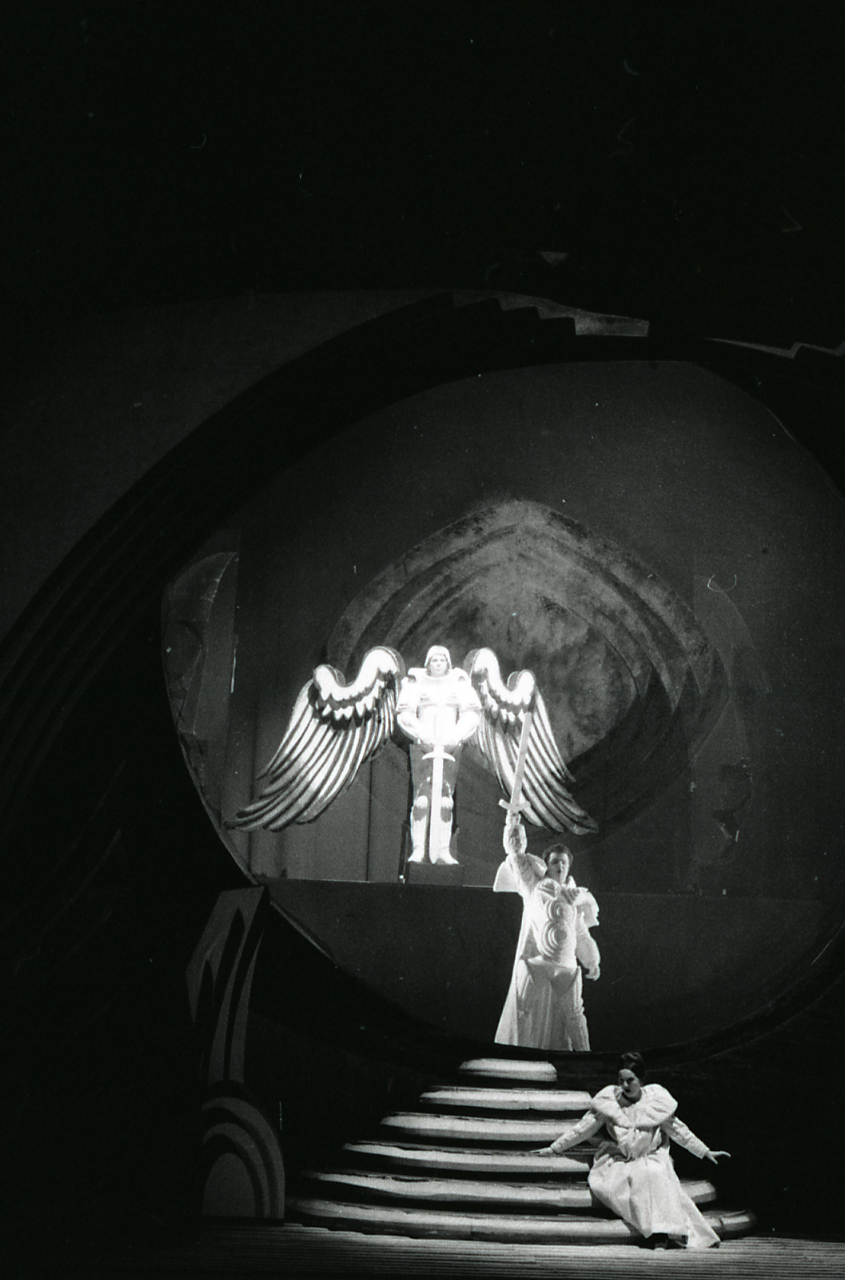
Photo Paolo Monti, 1973

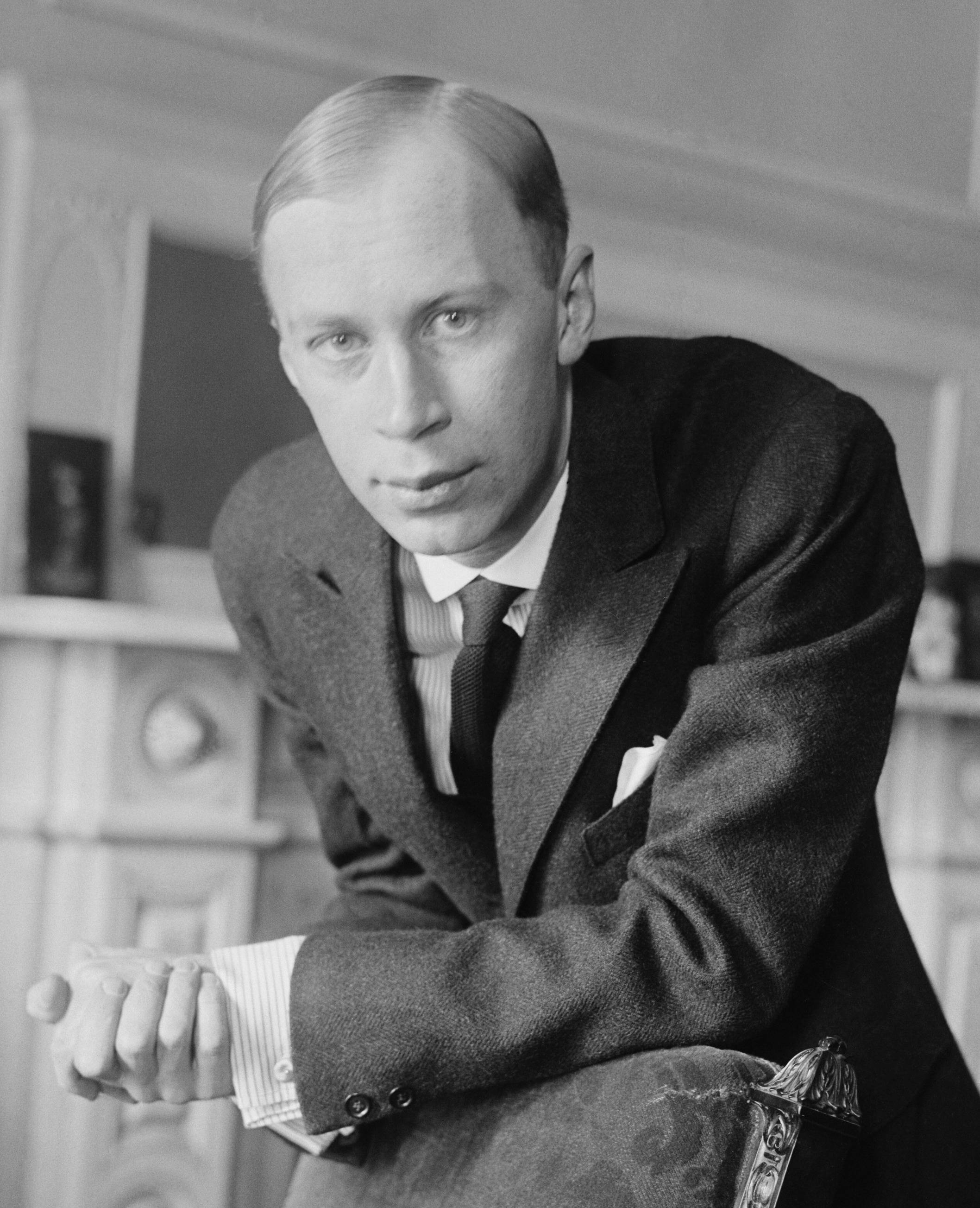
Sergej Prokofjev

Ognenny Angel (Russisch: Огненный ангел) of De Vuurengel is een opera in vijf bedrijven van de Russische componist Sergej Prokofjev op eigen libretto naar de gelijknamige roman van Valeri Brjoesov. Het werk werd voor het eerst (concertant) uitgevoerd op 25 november 1954 in het Théâtre des Champs-Élysées in Parijs. De eerste scenische opvoering vond plaats op 14 september 1955 in het Teatro La Fenice in Venetië. Tien dagen later volgde een opvoering aan de New York City Opera in New York.

## Inhoud
Keulen, zestiende eeuw. Ridder Ruprecht neemt zijn intrek in een herberg. Uit de naburige kamer hoort hij de angstige kreten van een vrouw die blijkbaar aangevallen wordt. Hij snelt haar te hulp, maar haar aanvaller blijkt onzichtbaar. Met religieuze teksten weet hij de "demonen" te verdrijven en de vrouw te kalmeren. Het meisje heet Renata en vertelt hem over de vreemde relatie die ze met een engel, die ze Madiel noemt, heeft. Deze engel heeft beloofd haar in sterfelijke gedaante te ontmoeten, en ze meent hem gevonden te hebben in de gedaante van graaf Heinrich. Ze hebben een jaar samen geleefd als passionele minnaars, maar daarna heeft de graaf haar verlaten, en wordt Renata bezocht door een demon. Ze neemt haar toevlucht tot magie om haar geliefde terug te krijgen. Ruprecht is betoverd door Renata's charme en besluit haar te helpen.
Uiteindelijk vinden ze Heinrich weer, maar deze wijst haar af. Diep gekwetst belooft ze Ruprecht haar liefde als hij Heinrich tijdens een duel doodt. Ruprecht daagt de graaf uit, maar tijdens het duel herkent Renata in Heinrich weer haar Madiel en ze bezweert Ruprecht hem niet te doden. Ruprecht raakt zwaargewond.
Renata is vertrokken, en Ruprecht is naar haar op zoek. Hij ontmoet Faust en Mephistopheles, en trekt een tijdje met hen op.
Uiteindelijk leidt het spoor naar een klooster waar Renata haar intrek heeft genomen, en sindsdien worden verschillende nonnen geplaagd door demonen. Een inquisiteur doet onderzoek naar het schandelijke gedrag van de nonnen en onderwerpt Renata aan een ondervraging. Op iedere vraag antwoordt ze dat haar engel overal achter zat. Op het moment dat Ruprecht samen met Mephistopheles binnenkomt veroordeelt de inquisiteur Renata tot de brandstapel.